# 乔伟 (1926年)
乔伟（1926年2月26日—2021年2月24日），男，河北深县人，旅德华人学者，特里尔大学教授。

## 生平
1926年2月26日出生于直隶省深县。1946年就读于北平师范大学中文系，后在澳门从事词典编写工作。
1952年赴台湾，借读于国立台湾大学中文系。1954年毕业，获学士学位，进入国立中央图书馆工作。
1958年赴奥地利维也纳大学深造，1968年获哲学博士学位。1962年秋开始在波恩大学东方语言学院担任汉语讲师。1971年获终身教授资格。1974年开始担任《華裔學志》助理编辑。1982年开始在特里尔大学工作，1984年至1992年担任汉学系主任。曾受聘武汉大学、南开大学、江西大学的客座教授。
2021年2月24日在德国特里尔去世。